# Чеглаковское сельское поселение
Чеглаковское сельское поселение — муниципальное образование в составе Нагорского района Кировской области России.
Центр — деревня Чеглаки.

## История
Чеглаковское сельское поселение образовано 1 января 2006 года согласно Закону Кировской области от 07.12.2004 № 284-ЗО.
Законом Кировской области от 30 апреля 2009 года № 369-ЗО в состав поселения вошли населённые пункты упразднённого Заевского сельского поселения.

## Население
| 2010 | 2012  | 2013  | 2014  | 2015  | 2016  | 2017 |
| ---- | ----- | ----- | ----- | ----- | ----- | ---- |
| 1242 | ↘1153 | ↘1098 | ↘1068 | ↘1033 | ↘1002 | ↘955 |
| 2018 | 2019  | 2020  | 2021  |       |       |      |
| ↘922 | ↘894  | ↘845  | ↘699  |       |       |      |

## Состав
В поселение входят 34 населённых пункта (население, 2010):
| - деревня Чеглаки — 171 чел.; - деревня Аникинцы — 19 чел.; - деревня Вагули — 0 чел.; - деревня Волчата — 0 чел.; - деревня Гасники — 1 чел.; - деревня Гогли — 58 чел.; - деревня Двоеглазовцы — 7 чел.; - деревня Драчки — 0 чел.; - село Заево — 254 чел.; - деревня Коберцы — 0 чел.; - деревня Кошулино — 98 чел.; - деревня Кыши — 6 чел.; | - деревня Лазаренки — 0 чел.; - деревня Лыжана — 4 чел.; - деревня Малыгинцы — 13 чел.; - деревня Мизонинцы — 0 чел.; - деревня Микшата — 0 чел.; - деревня Москвята — 13 чел.; - село Николаево — 56 чел.; - посёлок Новостройка — 94 чел.; - деревня Носковы — 1 чел.; - деревня Плетни — 20 чел.; - деревня Рыбаки — 1 чел.; | - деревня Семинцы — 2 чел.; - посёлок Симоновка — 0 чел.; - деревня Слобода — 18 чел.; - деревня Сосновка — 49 чел.; - деревня Сырчины — 2 чел.; - деревня Труфакинцы — 24 чел.; - деревня Чекмари — 0 чел.; - деревня Шевырталово — 294 чел.; - деревня Шестеперы — 11 чел.; - деревня Шулаки — 1 чел.; - деревня Шуплецы — 25 чел. |